# Више од раја
Више од раја (енгл. Beyond Paradise) је драмско-комична криминалистичка телевизијска серија коју су створили Роберт Торогуд и Тони Џодан. Премијерно је почела 24. фебруара 2023. године. Серија је огранак дуготрајне криминалистичке серије Смрт у рају у којој главне улоге играју Крис Маршал и Сали Бретон.
Дана 8. априла 2023. обновљена је за други серијал. Дана 26. априла 2024. наручен је и трећи серијал.

## Синопсис
Серија прати живот инспектора детектива Хамфрија Гудмена који је напустио Сент Мери да би био са Мартом Лојд. Пошто су се верили, пар се сели у Мартин родни град Шиптон Абот, близу обале Девона. Недуго по доласку, Хамфри се придружује малој месној полицији где брзо оставља утисак на службенике: детективку Естер Вилијамс, ПП Келбија Хартфорда и службеницу за подршку у канцеларији Марго Мартинс, доносећи потпуно нови приступ раду полиције.

## Улоге
- Крис Маршал као детектив инспектор Хамфри Гудмен
- Сали Бретон као Марта Лојд
- Зара Амади као детективка наредница Естер Вилијамс
- Дилан Луелин као позорник Келби Хартфорд
- Фелисити Монтагју као службеница за подршку Марго Мартинс
- Барбара Флин као Ен Лојд

## Продукција

### Обнављање
Више од раја је огранак дуготрајне криминалистичке серије Смрт у рају. Први серијал је премијерно почео 24. фебруара 2023.
Дана 8. априла 2023. серија је обновљена за други серијал.
Дана 26. априла 2024. наручен је још један серијал.

### Избор глумаца
Детектив којег глуми Крис Маршал један је од најпопуларнијих који се појавио у Смрти у рају, а продуценти су знали да је одјекнуо код публике широм света. Осећали су се као да би публика желела да зна шта се догодило Хамфрију и Марти. Сели Бретон је такође поновила своју улогу из Смрти у рају.
Зара Амади и Барбара Флин су се раније појављивале у епизодама Смрти у рају играјући различите ликове.

### Место радње
Радња серије смештена је у измишљени приобални град Шиптон Абот у Јужном Девону. Разматрано је неколико места, али су се продуценти населили на Западној земљи јер су сматрали да се Девон није често користио у ТВ драмама. Одлучили су да снимају у Корнволској варошици Луу јер има успешну заједницу са рибарским пословима. Измишљени град је мало удаљен од обале како би се могле развити различите приче.
Портланд трг Универзитета у Плајмауту и зграде Ненси Астор представљају седиште југозападне полиције.

## Епизоде
| Сезона | Сезона | Епизоде | Епизоде | Оригинално емитовање | Оригинално емитовање |
| Сезона | Сезона | Епизоде | Епизоде | Премијера            | Финале               |
| ------ | ------ | ------- | ------- | -------------------- | -------------------- |
|        | 1.     | 6       | 6       | 24. фебруар 2023.    | 7. април 2023.       |
|        | 2.     | 7       | 7       | 24. децембар 2023.   | 26. април 2024.      |
|        | 3.     | 7       | 7       | 27. децембар 2024.   | 2. мај 2025.         |

## Пријем
Mајкл Хоган из Телеграфа је дао четири од пет звездица, прогласивши серију „надмоћном у односу на своју матичну серију“ и „Очаравајућу, веселу и довољно привлачну, чиме је била удобан злочин против злочина за који нисмо знали да нам треба“. Џек Сил из Чувара је, напротив, првој епизоди доделио само две од пет звездица.